# Oodaaq
Oodaaq o Oodap Qeqert es un banco de grava y cieno en el noreste de Groenlandia, considerado el punto terrestre más septentrional de la Tierra. Todo punto más al norte de Oodaaq corresponde a aguas internacionales.
Oodaaq está a 83°40'Norte 30°40'Oeste, sólo 705 km al sur del polo norte y 1360 metros al norte de la isla de Kaffeklubben, estando cerca de la punta noreste de Groenlandia. Mide apenas unos 15 × 8 metros. 
Se descubrió en 1978 cuando un equipo danés de exploración dirigido por Uffe Petersen aterrizó en Kaffeklubben para confirmar que se localizaba verdaderamente al norte de la punta de Groenlandia. Confirmado el hecho, un miembro del equipo señaló un lugar oscuro al norte el cual descubrieron que era un banco de grava, le llamaron Oodaaq en honor al esquimal que acompañó a Robert Peary en su viaje histórico al polo norte.
- Datos: Q2024785